# 納馬鎮區 (密歇根州)
納馬鎮區（英語：Nahma Township）是位於美國密歇根州德爾塔縣的一個行政鎮區。

## 地方資料
納馬鎮區的面積為489.20平方千米，當中陸地面積為430.60平方千米，而水域面積為58.60平方千米。根據2020年美國人口普查的數據，當地共有人口468人，而人口密度為每平方千米0.96人。